# Ітіс
Ітіс (дав.-гр. ὁ Ἴτυς, Itys) — в грецькій міфології син Прокни і Терея (за іншою версією міфу, локалізованою в Іонії — син Аедона і Політехна, а сестра матері носить ім'я Хелідоніди).
Він був зарізаний матір'ю і її сестрою Філомелою (або Хелідонідою), і тілом його пригостили батька в помсту за збезчещення Філомели. Згідно Нонну, убитий мечем з Аттики. Мати була перетворена в соловейка, що оплакує Ітіса . Ітис перетворився на фазана.
Іноді матір'ю Ітіса називають Філомелу, а Ітіса — Ітіль. Статуї Прокна й Ітіса роботи Алкамена перебували в Афінах .